# 遺傳

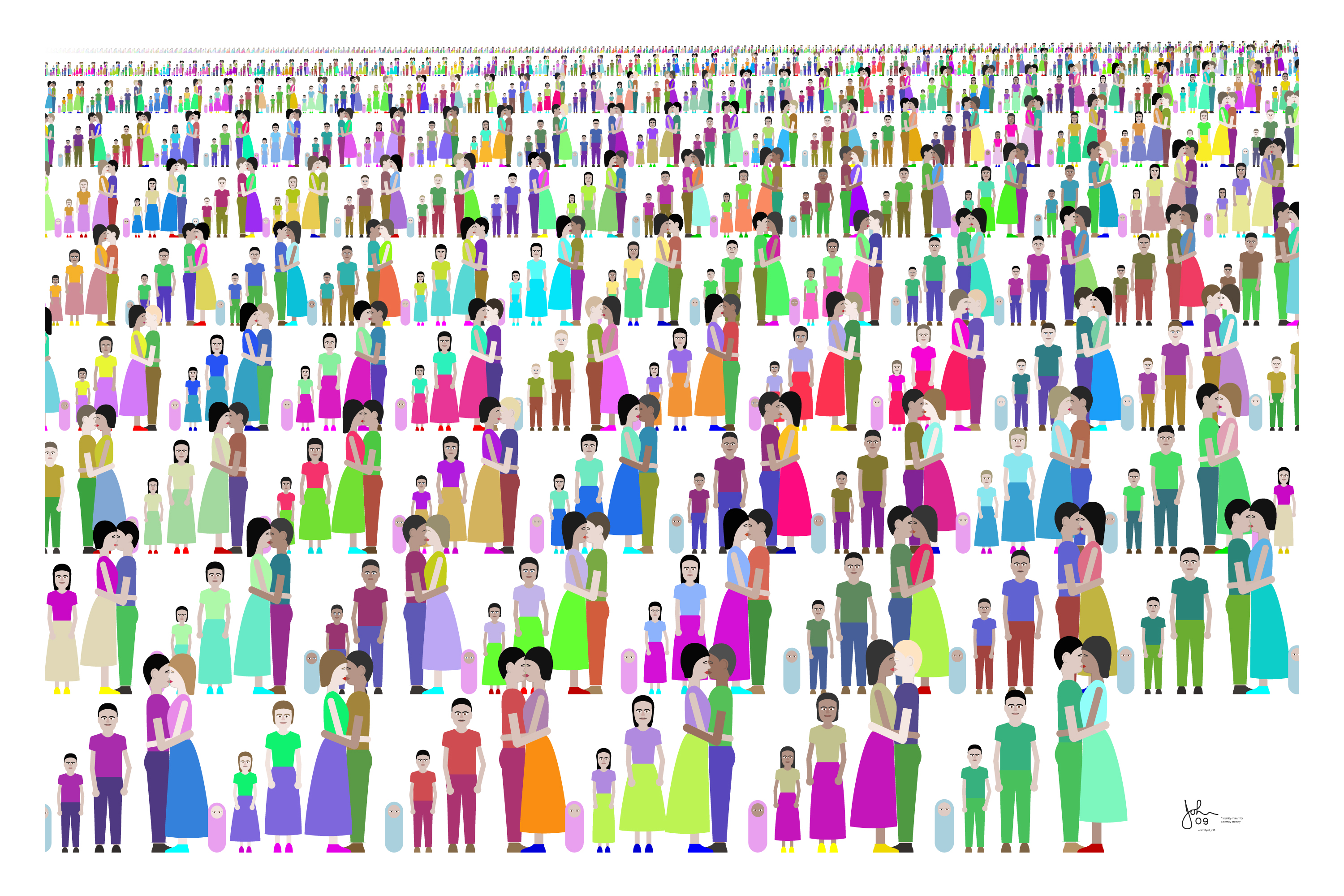
電腦產生的人類家庭350代繁殖圖，顯示了膚色與髮色的顯、隱性遺傳機率

遺傳（英語：Heredity），是指經由基因的傳遞，使後代獲得親代的特徵。遺傳學(Hereditics)是研究此一現象的學科，它包括了基因遺傳學（Genetics）、細胞質遺傳學（Cytohetics）、基因表觀學（Epigenetics）和細胞質表觀學（Epicytohetics)。完整的遺傳學（Hereditics）創立於2016年，並於2020年發表在 https://www.hereditics.net （页面存档备份，存于）.  目前已知地球上現存的生命主要是以DNA和細胞質作為遺傳物質。除了遺傳之外，決定生物特徵的因素還有環境，以及環境與基因的交互作用。

## DNA复制
生物遗传依靠DNA复制完成。
DNA复制是指以亲代DNA分子为模板合成子代DNA过程。
DNA复制是一个边解旋边复制的过程。复制开始时，在解旋酶的作用下，两条螺旋的双链被解开，这个过程叫做解旋。然后，以解开的每一条母链作为模板，以周围环境中游离的4种去氧核醣核酸为原料，按照碱基互补配对的原则，在其他酶的作用下，各自合成与母链互补的一段子链。随着解旋过程的进行，新合成的子链也不断的延伸，同时，每条子链又与其对应的母链盘绕成双螺旋结构，从而各自形成一个新的DNA分子。新复制出的两个子代DNA分子，通过细胞分裂分配到子代细胞中。由于两条子代DNA分子中各有一条链来自亲代DNA分子，故而此种复制方式又被称作半保留复制。DNA独特的双螺旋结构，为复制提供了精确的模板，通过碱基互补配对，保证了复制的准确性，同时，使遗传信息从亲代传给子代，从而保证了遗传信息的连续性。

## 性别决定
大部分生物通过遗传信息来决定个体的性别。主要有三种方式：
- XY：在大部分哺乳動物（包括人類）、果蠅和部分植物（如銀杏），雌性有兩條X染色體，雄性有一條X染色體和一條Y染色體。
- X0：XY系統的變異，在一些昆蟲如草蜢和蟋蟀，雄性只有一條X染色體（X0），雌性有兩條（XX）。在某些動物，XX的是雌雄同體，X0是雄性，如秀麗隱桿線蟲。
- ZW：在鳥類和部分昆蟲，雌性有兩條不同的染色體（ZW），雄性有兩條相同的染色體（WW）。
- Z0：ZW系統的變異，雌性有只一條染色體（Z0），雄性有兩條（ZZ）。
- 雙套／單套：雌性為雙套，雄性為單套。常見的例子有膜翅目昆蟲。有認為這種系統和這些昆蟲多為社會性昆蟲的原因。[永久]

## 性連鎖遺傳
性連鎖遺傳（亦稱性聯遺傳）指某些性狀的遺傳常常與性別相關聯的現象，其控制該性狀的基因位於性染色體上。因此，此種性狀的遺傳，在雌、雄間的比例，常有明顯的不均。比如紅綠色盲、血友病、蠶豆症等。

## 外部連結
- Stanford Encyclopedia of Philosophy entry on Heredity and Heritability （页面存档备份，存于）
- [ 行政院衛生署國民健康局遺傳疾病諮詢服務窗口 gene.bhp.doh.gov.tw]（2012/02/06更新）

致力於提升遺傳疾病的預防、診斷及醫療成效。包括疾病介紹、檢驗單位、案例分享、知識交流、網上咨詢等欄目。